# Alfonso Sánchez Izquierdo
Alfonso Sánchez Izquierdo (Sidi Ifni, el Marroc, 1949) és un periodista de Galícia, director general de la Corporación de Radio e Televisión de Galicia.

## Biografia
Titulat en Ciències de la Informació a l'Escola de Periodisme de Madrid (1973), Llicenciat en Dret (1978) per la Universitat Complutense i titulat en Sociologia per l'Instituto León XIII.
Va començar la seva carrera com a periodista com a corresponsal de l'Agència EFE als Estats Units. En 1973 es va incorporar, com a redactor, al periòdic La Región d'Ourense. En va estar vinculat durant 35 anys i hi va arribar a ser director. Amb l'expansió del Grup La Región, va ocupar també altres llocs de responsabilitat. Així, va ser conseller delegat del periòdic Atlántico Diario de Vigo (1987), de l'Axencia Galega de Noticias (1990) i president i conseller delegat de Telemiño.
En 2005 va ser guardonat amb el premi Diego Bernal, en record d'un altre destacat periodista ja mort, de l'Associació de Periodistes de Galícia.
Al juliol de 2008, Sánchez Izquierdo va abandonar la direcció de la Región i va ser substituït en el càrrec per Xosé Manuel Pastoriza. A partir d'aquest moment, i fins que al maig de 2009 és nomenat Director Xeral de la CRTVG, es dedica a labors de recerca i innovació i imparteix docència, com a professor associat, en la matèria de Gestió de l'Empresa Informativa de la Facultat de Ciències de la Comunicació de la Universitat de Santiago, tasca que desenvolupava des de 1998. La seva gestió en la televisió gallega no ha estat exempta de polèmica, amb problemes amb els treballadors de la corporació i acusacions de parcialitat i manipulació informativa i d'afinitat política amb els dirigents de la Xunta. El novembre de 2009 fou nomenat també president de la FORTA.
Des de l'any 2008 també va fer classes de Programació i Tècniques de Relacions Públiques a la Universitat de Vigo i va exercir de soci conseller d'Acioavia Wises, S.L. També va presidir la comissió de mitjans de comunicació del Pla de normalització lingüística de Galícia.

## Obres
- Diálogo Social en Galicia (2008)
- Vintacinco anos de autonomía de Galicia (2005)